# Hyphodiscus theiodeus
Hyphodiscus theiodeus är en svampart som först beskrevs av Cooke & Ellis, och fick sitt nu gällande namn av W.Y. Zhuang 1988. Hyphodiscus theiodeus ingår i släktet Hyphodiscus, ordningen disksvampar, klassen Leotiomycetes, divisionen sporsäcksvampar och riket svampar.   Inga underarter finns listade i Catalogue of Life.